# 盲注

標準德州撲克遊戲中使用盲注

盲注（英語：blinds）是撲克術語，在撲克遊戲中被逼下注的注碼。盲注多數是兩注，亦可以是零至三注。
小盲注通常在大盲注的上家。在撲克單挑賽中，翻牌前先出注者是小盲注，另一玩家則是大盲注。大盲注是小盲注的兩倍。